# Liste des sites Ramsar en Italie
Cet article recense les zones humides de l'Italie concernées par la convention de Ramsar.

## Statistiques
La convention de Ramsar est entrée en vigueur en Italie le 14 avril 1977.
En juillet 2022, le pays compte 57 sites Ramsar, couvrant une superficie de 739,82 km2 (soit environ 0,25% du territoire italien).

## Liste
| Site                                                             | Comté                   | Notes                                                                           | Date              | Superficie (km²) | Altitude (m)  | Identifiant Ramsar | Identifiant WDPA | Coordonnées                       | Photo |
| ---------------------------------------------------------------- | ----------------------- | ------------------------------------------------------------------------------- | ----------------- | ---------------- | ------------- | ------------------ | ---------------- | --------------------------------- | ----- |
| Pian di Spagna - Lac de Mezzola (it)                             | Lombardie               |                                                                                 | 14 décembre 1976  | 17,40            | 197 - 202     | 117                | 68037            | 46° 10′ 01″ nord, 9° 25′ 01″ est  |       |
| Vincheto di Celarda (it)                                         | Vénétie                 |                                                                                 | 14 décembre 1976  | 0,99             | 226 -         | 118                | 68038            | 46° 01′ 01″ nord, 11° 58′ 01″ est |       |
| Anse du Bellocchio (it)                                          | Émilie-Romagne          |                                                                                 | 14 décembre 1976  | 2,23             | -2 - 3        | 119                | 68039            | 44° 37′ 01″ nord, 12° 16′ 01″ est |       |
| Marais de Santa                                                  | Émilie-Romagne          |                                                                                 | 14 décembre 1976  | 2,61             | 5             | 120                | 68040            | 44° 34′ 01″ nord, 11° 49′ 59″ est |       |
| Punte Alberete (it)                                              | Émilie-Romagne          |                                                                                 | 14 décembre 1976  | 4,80             | -2 - 7        | 121                | 68041            | 44° 31′ 01″ nord, 12° 13′ 01″ est |       |
| Marais du Colfiorito                                             | Ombrie                  |                                                                                 | 14 décembre 1976  | 1,57             | 750 - 800     | 122                | 68042            | 43° 01′ 01″ nord, 12° 52′ 01″ est |       |
| Marais de Bolgheri (it)                                          | Toscane                 |                                                                                 | 14 décembre 1976  | 5,18             | 0             | 123                | 68043            | 43° 13′ 01″ nord, 10° 33′ 00″ est |       |
| Lagune d'Orbetello                                               | Toscane                 |                                                                                 | 14 décembre 1976  | 8,87             | 0             | 124                | 68044            | 42° 28′ 59″ nord, 11° 12′ 00″ est |       |
| Lac de Burano                                                    | Toscane                 |                                                                                 | 14 décembre 1976  | 4,10             | 0 - 8         | 125                | 68045            | 42° 24′ 00″ nord, 11° 22′ 59″ est |       |
| Lac de Nazzano (it)                                              | Latium                  |                                                                                 | 14 décembre 1976  | 2,65             | 29 - 164      | 126                | 68046            | 42° 13′ 01″ nord, 12° 37′ 01″ est |       |
| Lac de Fogliano (it)                                             | Latium                  |                                                                                 | 14 décembre 1976  | 3,95             | 0             | 127                | 68047            | 41° 24′ nord, 12° 54′ est         |       |
| Lac des Monaci (it)                                              | Latium                  |                                                                                 | 14 décembre 1976  | 0,94             | 0             | 128                | 68048            | 41° 22′ 01″ nord, 12° 55′ 59″ est |       |
| Lac de Caprolace (it)                                            | Latium                  |                                                                                 | 14 décembre 1976  | 2,29             | 0             | 129                | 68049            | 41° 21′ 00″ nord, 12° 58′ 01″ est |       |
| Lac de Sabaudia                                                  | Latium                  |                                                                                 | 14 décembre 1976  | 14,74            | 0             | 130                | 68050            | 41° 16′ 01″ nord, 13° 03′ 00″ est |       |
| Lac de Barrea (it)                                               | Abruzzes                |                                                                                 | 14 décembre 1976  | 3,03             | 973 -         | 131                | 68051            | 41° 46′ 01″ nord, 13° 58′ 01″ est |       |
| Étang de S'Ena Arrubia (it)                                      | Sardaigne               |                                                                                 | 14 décembre 1976  | 2,23             |               | 132                | 68052            | 39° 49′ 01″ nord, 8° 34′ 01″ est  |       |
| Étang de Molentargius (it)                                       | Sardaigne               |                                                                                 | 14 décembre 1976  | 14,01            | 1 - 25        | 133                | 68053            | 39° 13′ 59″ nord, 9° 10′ 01″ est  |       |
| Étang de Cagliari (it)                                           | Sardaigne               |                                                                                 | 14 décembre 1976  | 34,66            | 0 - 7         | 134                | 68054            | 39° 12′ nord, 9° 03′ est          |       |
| Le Cesine                                                        | Pouilles                |                                                                                 | 6 décembre 1977   | 6,20             | 0             | 168                | 68055            | 40° 21′ 00″ nord, 18° 19′ 59″ est |       |
| Vallée Cavanata (it)                                             | Frioul-Vénétie Julienne |                                                                                 | 10 mars 1978      | 2,43             | 0             | 169                | 68056            | 45° 43′ 01″ nord, 13° 28′ 01″ est |       |
| Étang de Cabras                                                  | Sardaigne               |                                                                                 | 28 mars 1979      | 35,75            |               | 178                | 68057            | 39° 57′ nord, 8° 30′ est          |       |
| Étang de Corru S'Ittiri, étangs de San Giovanni et Marceddì (it) | Sardaigne               |                                                                                 | 28 mars 1979      | 26,10            |               | 179                | 68058            | 39° 43′ 59″ nord, 8° 30′ 00″ est  |       |
| Étang de Pauli Maiori (it)                                       | Sardaigne               |                                                                                 | 28 mars 1979      | 2,87             |               | 180                | 68059            | 39° 52′ 01″ nord, 8° 37′ 01″ est  |       |
| Marais de Campotto et Bassarone                                  | Émilie-Romagne          |                                                                                 | 28 mars 1979      | 13,63            | 4 - 15        | 181                | 68060            | 44° 34′ 59″ nord, 11° 49′ 59″ est |       |
| Lagune de Marano : Foci dello Stella (it)                        | Frioul-Vénétie Julienne |                                                                                 | 14 mai 1979       | 14,00            | 0             | 190                | 68061            | 45° 43′ 59″ nord, 13° 06′ 00″ est |       |
| Réserve naturelle des Salines de Margherita di Savoia            | Pouilles                |                                                                                 | 2 août 1979       | 38,71            | 0             | 191                | 68062            | 41° 24′ nord, 16° 03′ est         |       |
| Lac de Tovel                                                     | Trentin-Haut-Adige      |                                                                                 | 19 septembre 1980 | 0,37             | 1 175 - 1 428 | 210                | 68063            | 46° 16′ 01″ nord, 10° 57′ 00″ est |       |
| Réserve naturelle d'État Torre Guaceto                           | Pouilles                |                                                                                 | 21 juillet 1981   | 9,40             | 0 - 19        | 215                | 68064            | 40° 43′ 01″ nord, 17° 48′ 00″ est |       |
| Marais de Gorino (it)                                            | Émilie-Romagne          |                                                                                 | 4 septembre 1981  | 13,30            | -2 - 6        | 223                | 68065            | 44° 48′ nord, 12° 21′ est         |       |
| Marais de Bertuzzi                                               | Émilie-Romagne          |                                                                                 | 4 septembre 1981  | 31,00            | -1 - 4        | 224                | 68066            | 44° 46′ 59″ nord, 12° 13′ 59″ est |       |
| Marais de Comacchio                                              | Émilie-Romagne          |                                                                                 | 4 septembre 1981  | 135,00           | -4 - 10       | 225                | 68067            | 44° 37′ 01″ nord, 12° 10′ 59″ est |       |
| Pialassa della Baiona (it) et                                    | Émilie-Romagne          |                                                                                 | 4 septembre 1981  | 16,30            | -4 - 3        | 226                | 68068            | 44° 30′ nord, 12° 15′ est         |       |
| Ortazzo et Ortazzino (it)                                        | Émilie-Romagne          |                                                                                 | 4 septembre 1981  | 4,40             | -2 - 3        | 227                | 68069            | 44° 21′ 00″ nord, 12° 19′ 01″ est |       |
| Salines de Cervia (it)                                           | Émilie-Romagne          |                                                                                 | 4 septembre 1981  | 7,85             | -1 - 2        | 228                | 68070            | 44° 15′ 00″ nord, 12° 19′ 59″ est |       |
| Étang de Sale 'e Porcus (it)                                     | Sardaigne               |                                                                                 | 3 mai 1982        | 3,30             |               | 232                | 68071            | 40° 01′ 01″ nord, 8° 25′ 59″ est  |       |
| Étang de Mistras (it)                                            | Sardaigne               |                                                                                 | 3 mai 1982        | 6,80             |               | 233                | 68072            | 39° 54′ nord, 8° 27′ est          |       |
| Vallée du Mincio                                                 | Lombardie               |                                                                                 | 5 décembre 1984   | 10,82            | 18            | 294                | 68073            | 45° 10′ 59″ nord, 10° 42′ 00″ est |       |
| Tourbière de Sebino (it)                                         | Lombardie               |                                                                                 | 5 décembre 1984   | 3,25             | 200 -         | 295                | 68074            | 45° 39′ 00″ nord, 10° 01′ 01″ est |       |
| Palude Brabbia (it)                                              | Lombardie               |                                                                                 | 5 décembre 1984   | 4,59             | 238 - 241     | 296                | 68075            | 45° 46′ 59″ nord, 8° 43′ 01″ est  |       |
| Paludi di Ostiglia (it)                                          | Lombardie               |                                                                                 | 5 décembre 1984   | 1,23             | 13 -          | 297                | 68076            | 45° 06′ nord, 11° 06′ est         |       |
| Biviere di Gela (it)                                             | Sicile                  |                                                                                 | 12 avril 1988     | 2,56             | 6 - 8         | 397                | 68077            | 37° 01′ 01″ nord, 14° 19′ 59″ est |       |
| Lagune de Venise : valle Averto (it)                             | Vénétie                 |                                                                                 | 11 avril 1989     | 5,00             | -1 - 1        | 423                | 68078            | 45° 21′ nord, 12° 09′ est         |       |
| Vendicari (it)                                                   | Sicile                  |                                                                                 | 11 avril 1989     | 14,50            | 0 - 10        | 424                | 68079            | 36° 48′ nord, 15° 06′ est         |       |
| Île Boscone (it)                                                 | Lombardie               |                                                                                 | 11 avril 1989     | 2,01             | 13 - 14       | 425                | 68080            | 45° 01′ 59″ nord, 11° 13′ 59″ est |       |
| Lac Angitola                                                     | Calabre                 |                                                                                 | 11 avril 1989     | 8,75             | 44 -          | 426                | 68081            | 38° 43′ 59″ nord, 16° 13′ 59″ est |       |
| Réserve naturelle de Diaccia Botrona                             | Toscane                 |                                                                                 | 22 mai 1991       | 25,00            | 0 - 4         | 522                | 68082            | 42° 46′ 01″ nord, 10° 55′ 01″ est |       |
| Lac de San Giuliano (it)                                         | Basilicate              |                                                                                 | 13 décembre 2006  | 21,18            | 99 - 452      | 1663               | 903033           | 40° 37′ 01″ nord, 16° 28′ 59″ est |       |
| Oasi di Castelvolturno (it)                                      | Campanie                |                                                                                 | 13 décembre 2006  | 1,95             | 0 - 2         | 1664               | 903035           | 41° 01′ 01″ nord, 13° 55′ 59″ est |       |
| Oasi del Sele-Serre Persano (it)                                 | Campanie                |                                                                                 | 13 décembre 2006  | 1,74             | 35 - 85       | 1665               | 903034           | 40° 36′ 00″ nord, 15° 07′ 59″ est |       |
| Pantano di Pignola (it)                                          | Basilicate              |                                                                                 | 13 décembre 2006  | 1,72             | 763 - 774     | 1666               | 903036           | 40° 34′ 59″ nord, 15° 43′ 59″ est |       |
| Lagustelli (it) de Percile                                       | Latium                  |                                                                                 | 27 août 2008      | 2,56             | 14 - 730      | 1812               | 109039           | 42° 06′ 00″ nord, 12° 55′ 01″ est |       |
| Marais du Brusà - Le Vallette (it)                               | Vénétie                 |                                                                                 | 27 septembre 2010 | 1,71             | 11 - 15       | 1929               | 555542699        | 45° 10′ 01″ nord, 11° 13′ 01″ est |       |
| Marais de la Trappola (it) - embouchure de l'Ombrone (it)        | Toscane                 |                                                                                 | 13 octobre 2016   | 5,36             |               | 2284               | 555624677        | 42° 40′ 16″ nord, 11° 01′ 05″ est |       |
| Lac de Massaciuccoli et marais                                   | Toscane                 |                                                                                 | 22 juin 2017      | 111,35           | -5 - 44       | 2311               | 555625770        | 43° 45′ 47″ nord, 10° 18′ 11″ est |       |
| Marais du Busatello                                              | Vénétie                 |                                                                                 | 3 octobre 2017    | 4,43             | 13 - 15       | 2315               | 555625774        | 45° 06′ 36″ nord, 11° 05′ 17″ est |       |
| Salines de Trapani et Paceco (it)                                | Sicile                  |                                                                                 | 19 octobre 2017   | 9,71             | 0 - 5         | 2329               | 555629240        | 37° 59′ 17″ nord, 12° 30′ 58″ est |       |
| Estuaire de la Posada (it)                                       | Sardaigne               | partie intégrante du Parc naturel régional de Tepilora, Sant'Anna et Rio Posada | 25 février 2021   | 7,36             |               | 2452               |                  | 40° 38′ 49″ nord, 9° 44′ 26″ est  |       |